# Liste des ambassadeurs de France en Angleterre
 (octobre 2024).
Il s'agit d'une liste des ambassadeurs français en Angleterre. Pendant une grande partie de cette période, il n'y avait pas d'ambassadeur en poste et les relations entre les deux pays étaient souvent difficiles.

## Diplomates français dans le Royaume d'Angleterre
| Image | Début | Fin  | Ambassadeurs                                                     |
| ----- | ----- | ---- | ---------------------------------------------------------------- |
|       | 1526  | 1535 | Charles de Solier, comte de Morette                              |
|       | 1535  | 1537 | Antoine de Castelnau                                             |
|       | 1537  | 1538 | Louis de Perreau, Sieur de Castillon                             |
|       | 1538  | 1543 | Charles de Marillac                                              |
|       | 1543  | 1546 | Aymar Chaste                                                     |
|       | 1546  | 1548 | Odet de Selve                                                    |
|       | 1553  | 1556 | Antoine de Noailles, 1er comte de Noailles                       |
|       | 1556  | 1557 | François de Noailles                                             |
|       | 1558  | 1559 | Gilles de Noailles                                               |
|       | 1560  | 1562 | Michel de Sèvre                                                  |
|       | 1562  | 1566 | Paul de Foix de Carmain                                          |
|       | 1566  | 1568 | Jacques Bochetel de la Forest                                    |
|       | 1568  | 1574 | Bertrand de Salignac de La Mothe-Fénelon                         |
|       | 1574  | 1584 | Michel de Castelnau, Seigneur de Mauvissiére                     |
|       | 1585  | 1589 | Guillaume de l'Aubespine de Châteauneuf                          |
|       | 1589  | 1592 | Aymar Chaste                                                     |
|       | 1602  | 1605 | Christophe de Harlay, comte de Beaumont                          |
|       | 1606  | 1613 | Antoine Lefèvre de la Boderie                                    |
|       | 1611  | 1615 | Samuel Spifame, Sieur des Bisseaux                               |
|       | 1615  | 1618 | Gaspard Dauvet, Sieur des Marets                                 |
|       | 1618  | 1621 | Honoré d'Albert de Cadenet                                       |
|       | 1625  | 1625 | Jean de Varigniez, Sieur de Blainville                           |
|       | 1626  | 1627 | François de Bassompierre, maréchal de France                     |
|       | 1629  | 1630 | Charles de L'Aubespine, Marquis de Châteauneuf                   |
|       | 1630  | 1633 | François du Val de Fontenay-Mareuil, Marquis de Fontenay Mareuil |
|       | 1633  | 1635 | Jean d'Angennes, Marquis de Poygni                               |
|       | 1635  | 1637 | Henri I de Saint-Nectaire                                        |
|       | 1637  | 1640 | Pomponne de Bellièvre                                            |
|       | 1640  | 1641 | Jean de Montereul                                                |
|       | 1641  | 1643 | Jacques d'Estampes de La Ferté-Imbert                            |
|       | 1645  | 1650 | Jean de Montereul                                                |
|       | 1652  | 1660 | Antoine de Bordeaux, seigneur de Neufville                       |
|       | 1661  | 1662 | Godefroi, Comte d'Estrades                                       |
|       | 1662  | 1665 | François de Comminges                                            |
|       | 1665  | 1668 | Henri de Bourbon, Duc de Verneuil                                |
|       | 1668  | 1674 | Charles Colbert, Marquis de Croissy                              |
|       | 1674  | 1677 | Henri de Massue, 1er Marquis de Rouvigny                         |
|       | 1677  | 1688 | Paul Barillon                                                    |